# Франсуаза Орлеанська (1902—1953)
Франсуа́за Ізабе́лла Луї́за Марі́я Орлеа́нська (фр. Françoise Isabelle Louise Marie d'Orléans), ( 25 грудня 1902 — 25 лютого 1953) — французька принцеса з Орлеанського дому, донька герцога де Гіза Жана Орлеанського та принцеси Ізабелли Орлеанської, дружина принца Грецького та Данського Христофора.

## Біографія

### Дитинство та юність
Народилась на Різдво 1902 року у Парижі в часи президентства Еміля Лубе. Стала другою дитиною та другою донькою в родині герцога де Гіза Жана Орлеанського та його дружини Ізабелли Орлеанської. Мала старшу сестру Ізабеллу. Згодом сімейство поповнилося донькою Анною та сином Генріхом. Мешкали у шато Ле-Нувіон-ан-Тьєраша, де вели звичайне сільське життя.

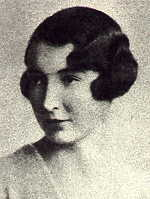
Світлина в юності

У 1909 році родина переїхала до Марокко, де оселилася під прізвищем Орліак у портовому місті Лараш, придбавши землі в цьому районі. До закінчення будівництва садиби у 1918 році, жили у типових глиняних будиночках, як і місцевий люд. У разі відсутності батьків, Франсуаза разом із сестрами та братом стежили за плантаціями та будинком. У вільний час принцеса із задоволенням каталася на конях і стала прекрасною наїзницею. Влітку сімейство зазвичай навідувало родичів у Франції.
На початку Першої світової війни Франсуаза із матір'ю та сестрами залишалася у Парижі, працюючи медсестрою Червоного Хреста. Їхній замок Рандан був перетворений на військовий шпиталь. Згодом вони повернулися до Марокко, однак більшість слуг втекла, і матір з доньками власноруч займалися сільськогосподарчими роботами.
У 1921 році відбулася зустріч принцеси із королем сербів, хорватів та словенців Александром Карагеоргієвичем, який шукав собі дружину, однак їхній союз не відбувся.
У вересні 1925 року, на весіллі Мафальди Савойської з Філіпом Гессенським, Франсуаза познайомилася із грецьким принцом Христофором, який за два роки за цього втратив дружину. У березні 1926 її батько став наступним претендентом на французький трон після смерті Філіпа Орлеанського та вирішив переїхати до Бельгії, де вели активну діяльність численні французькі монархічні організації. Втім, Франсуаза та її мати часто поверталися до марокканського будинку, де жили по півроку.

### Шлюб

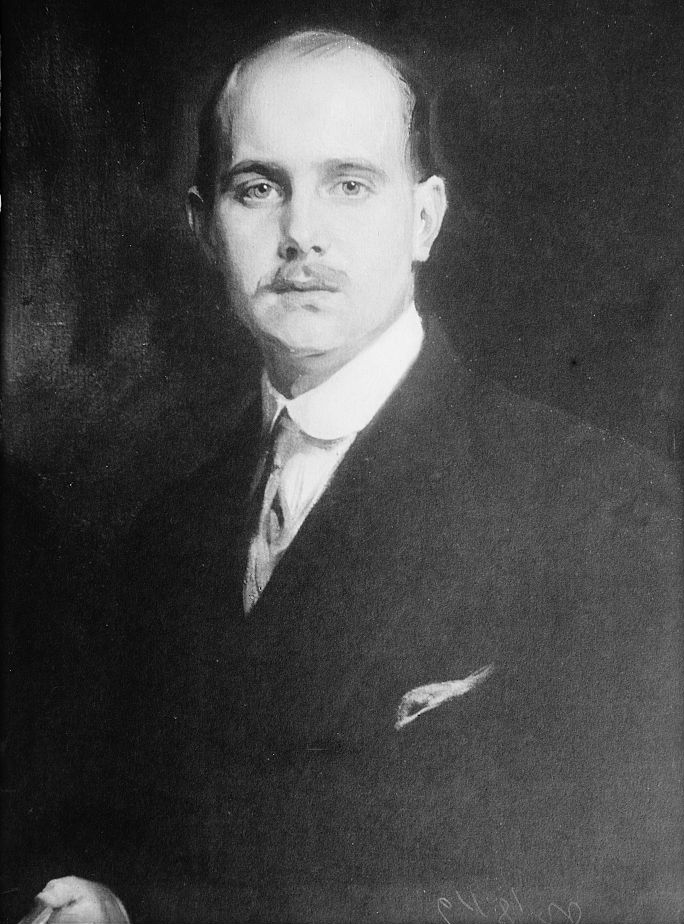
Портрет принца Христофора пезля Філіпа де Ласло, 1919

Невдовзі у дівчини зав'язалися романтичні відносини із принцом Христофором. Наречений був старшим за неї, невисоким та лисим, однак полюбляв дарувати принцесі коштовні подарунки. Молоді люди мали різну релігію, і про їхні стосунки знала лише тітка Франсуази, Єлена Орлеанська. Коли пара вирішила одружитися, саме релігія стала основною перепоною: принцеса була католичкою, а принц сповідував грецьке православ'я. Ватикан довго виступав проти, велися жорсткі переговори між сторонами. Нарешті Святий престол дав дозвіл на шлюб.
У віці 26 років Франсуаза побралася із 40-річним принцом Греції та Данії Христофором. Весілля відбулося 10 лютого 1929 у каплиці палацу Палермо.
Молодята оселилися на віллі Анастасія у Римі. Вони вели багатий образ життя, не виконуючи ніяких представницьких обов'язків. Їх часто навідували представники італійської аристократії, включаючи членів королівської сім'ї та герцогів Аостських. Однак, скоро почалися фінансові проблеми: відповідальний за фінансовий стан втік із грошима. Подружжя стало менш марнотратним, переселившись до готелю Ексельсіор у Римі. Не маючи ніяких джерел доходу, принцеса почала позичати гроші у батька. Одним із її захоплень стало зніматися в рекламі, що викликало великий скандал у колі її знайомих і рідні. Незважаючи на фінансові труднощі, подружжя продовжувало брати участь у сімейних подіях.
За десять років після весілля народився єдиний син пари, Михайло (нар. 1939) — письменник, морганатично одружений з грецькою художницею Мариною Карелла, має двох доньок.
У січні 1940 року Христофор пішов з життя.

### Останні роки

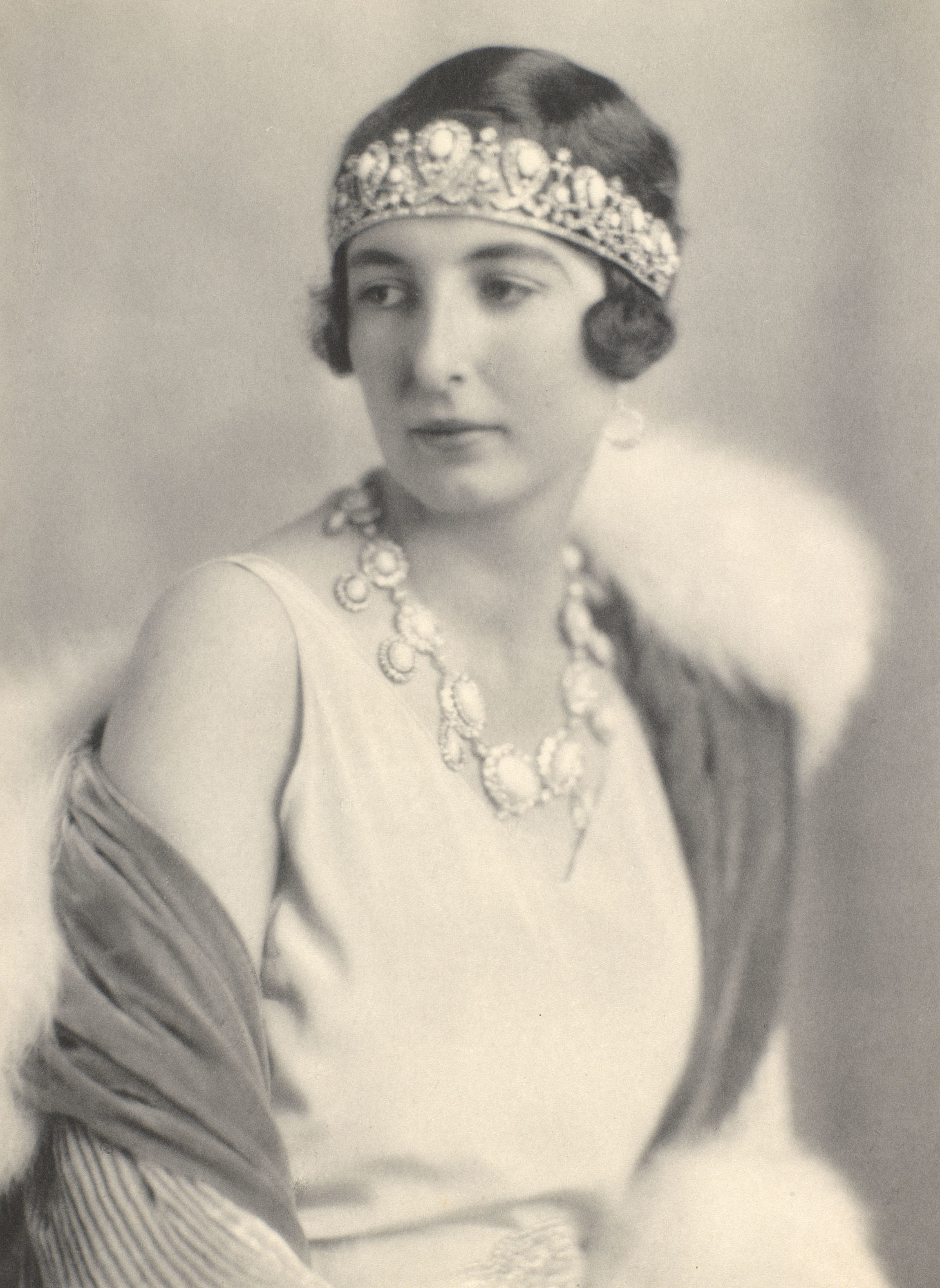
Світлина Франсуази

Після смерті Христофора Франсуаза продала віллу Анастасія та коштовності, що дісталися чоловікові від матері, та оселилася із сином у Греції. Втім, король Георг II порадив жінці знайти більш безпечний притулок через війну, що насувалася. Франсуаза повернулася до Марокко, де жила у Лараші із матір'ю та сім'єю сестри Ізабелли. Згодом до них приєднався і брат із родиною.
Принцеса стала цікавитися становищем Франції у Другій світовій війні. Більшість членів сім'ї підтримували Філіпа Петена, в той час як Франсуаза віддавала перевагу Шарлю де Голлю, який, за її словами, міг вивести країну з війни. Розбіжності з приводу політики змусили жінку переселитися до Танжеру, однак за кілька місяців вона примирилася з матір'ю та родичами і повернулася додому.
Восени 1944 року Франсуаза з сином переїхали до Малаги, де оселилися в готелі Мірамар. Проживання в Іспанії не було легким для принцеси, але вона отримала гроші від продажу власності чоловіка в Римі та Палермо. У 1948 році вирішила виїхати до Парижу, де жила у будинку сестри Ізабелли та її другого чоловіка. У їхній резиденції Франсуаза не бажала нікого бачити та рідко залишала свої кімнати. Зрештою у неї почалася депресія. Померла 25 лютого 1953 в Парижі. Була похована на Королівському цвинтарі Татої в Афінах.

## Нагороди
- Орден Зіркового хреста (Австро-Угорщина);
- Орден Святої Єлизавети (Баварське королівство);
- Королівський династичний орден Святих Ольги та Софії (Грецьке королівство).

## Титули
- 25 грудня 1902—28 березня 1926 — Її Королівська Високість Принцеса Франсуаза Орлеанська;
- 28 березня 1926—10 лютого 1929 — Її Королівська Високість Принцеса Франсуаза Французька;
- 10 лютого 1929—25 лютого 1953 — Її Королівська Високість Принцеса Греції та Данії Франсуаза.